# Long Island (Hampshire)
Pour les articles homonymes, voir Long Island.
Long Island (« Île Longue » en anglais) est une île du Hampshire en Angleterre.

## Description
Il s'agit d'une petite île inhabitée située entre l'île de Portsea et l'île de Hayling Island ; elle mesure 750 m de longueur pour une largeur de 250 m.
En 1978, l'île est acquise par la Royal Society for the Protection of Birds (« Société Royale pour la Protection des Oiseaux »), est devient une zone protégée.
Des fragments de poterie datant de l'âge du bronze et de la période romaine ont été découverts dans l'île.